# Accessibilitat del metro de Barcelona
Des del març de 2023, el metro de Barcelona compta amb 179 de 190 punts de parada adaptats a persones amb mobilitat reduïda, que suposa el 94%. Hi ha accessibilitat completa a les línies L2, L9, L10, L11 de TMB, a més del 92% de les seves estacions. El 100% d’estacions i línies de FGC estan adaptades. Tots els trens són accessibles.
No obstant hi ha una mancança a les principals estacions d’enllaç, bé perquè la comunicació entre el carrer i les andanes no està adaptada (com a Verdaguer, Plaça de Sants) igual que en alguns transbordaments entre línies a Clot.

## Persones amb mobilitat reduïda

### Ascensors i accés als trens

#### Estacions no accessibles
A juliol de 2025 totes les estacions i transbordaments són accessibles a PMR, excepte els següents casos:
| Estació                     | Observacions | Estat de l'adaptació (juliol 2025) |
| --------------------------- | --- | ---------------------------------- |
| Ciutadella \| Vila Olímpica | sense adaptar | En execució                        |
| Clot                        | sense adaptar. L'enllaç entre i s'ha de fer pel carrer.                                                                                         | En execució                        |
| Espanya                     | no accessible entre tren i andana. | Obra civil finalitzada             |
| Maragall                    | no accessible entre tren i andana. | Obra civil finalitzada             |
| Passeig de Gràcia           | Adaptat l'accés entre carrer i cada línia, així com els transbordaments entre i , i entre i . La resta de combinacions s'han de fer pel carrer. | En execució                        |
| Plaça de Sants              | i sense adaptar. | Obra licitada                      |
| Urquinaona                  | i sense adaptar. | Projecte en redacció               |
| Verdaguer                   | i sense adaptar. | En execució                        |
| Virrei Amat                 | no accessible entre tren i andana. | Obra civil finalitzada             |

1. ↑  L'estació Espanya de la línia 1, el març del 2023 es va obrir l’ascensor que comunica amb l’andana sentit Hospital de Bellvitge. A l'abril de 2024, la comunicació entre andanes de la línia 1. Malgrat haver-se recrescut l'andana, TMB considera que l'encotxament i desencotxament als trens no és accessible per la distància entre les portes i l'andanes.
2. ↑  L’estació Maragall de la línia 5 va ser adaptada l’any 2024, però després d’instal·lar els ascensors i recréixer les andanes, TMB va considerar que l’accés al tren no era accessible a causa de la pronunciada corba que fa el traçat de la línia al seu pas per l’estació.
3. ↑  L’estació de Virrei Amat va ser adaptada l’any 2013, però després d’instal·lar els ascensors i recréixer les andanes, TMB va considerar que l’accés al tren no era accessible a causa de la pronunciada corba que fa el traçat de la línia al seu pas per l’estació.

#### Adaptació d'estacions

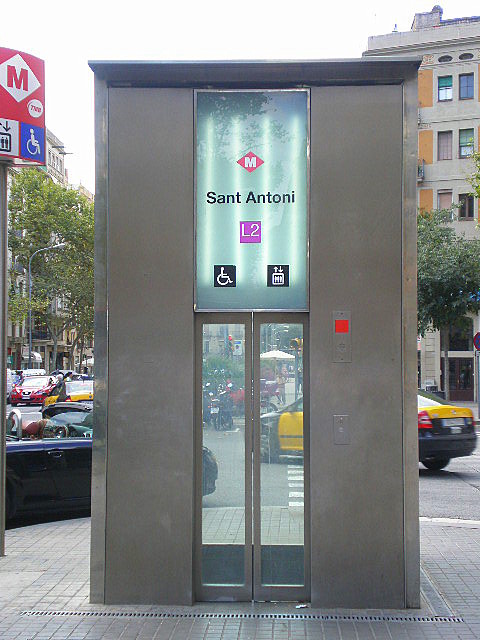
Ascensor de l'estació Sant Antoni

L'adaptació d'estacions per a persones amb mobilitat reduïda (PMR) al metro de Barcelona s'inicia l’any 1992 quan es va inaugurar l’estació de Fondo, la primera amb ascensors entre el nivell de carrer i les andanes. A partir d’aquesta data, totes les noves estacions es construeixen amb ascensors. No obstant, aquestes primeres adaptacions foren incompletes, ja que si bé el recorregut entre el carrer i les andanes es garantia amb ascensors, les andanes no estaven anivellades amb els trens. Per altra banda, el 1992 també es van lliurar els primers combois de la sèrie 2000, que incloïa un espai reservat per a cadires de rodes i cotxets al primer i a l'últim cotxe.
El 1994 comença l’adaptació amb ascensors de les estacions existents. La primera estació en adaptar-se a PMR fou la de Catalunya de la L1. Per la seva banda, FGC va adaptar l'estació de Provença el 1995, la primera de la seva xarxa. En aquestes obres d'accessibilitat no s'opta per adaptar tots els accessos existents, sinó que normalment s'habilita un ascensor que comunica el carrer amb el vestíbul, i uns altres ascensors que comuniquen el vestíbul i les andanes.

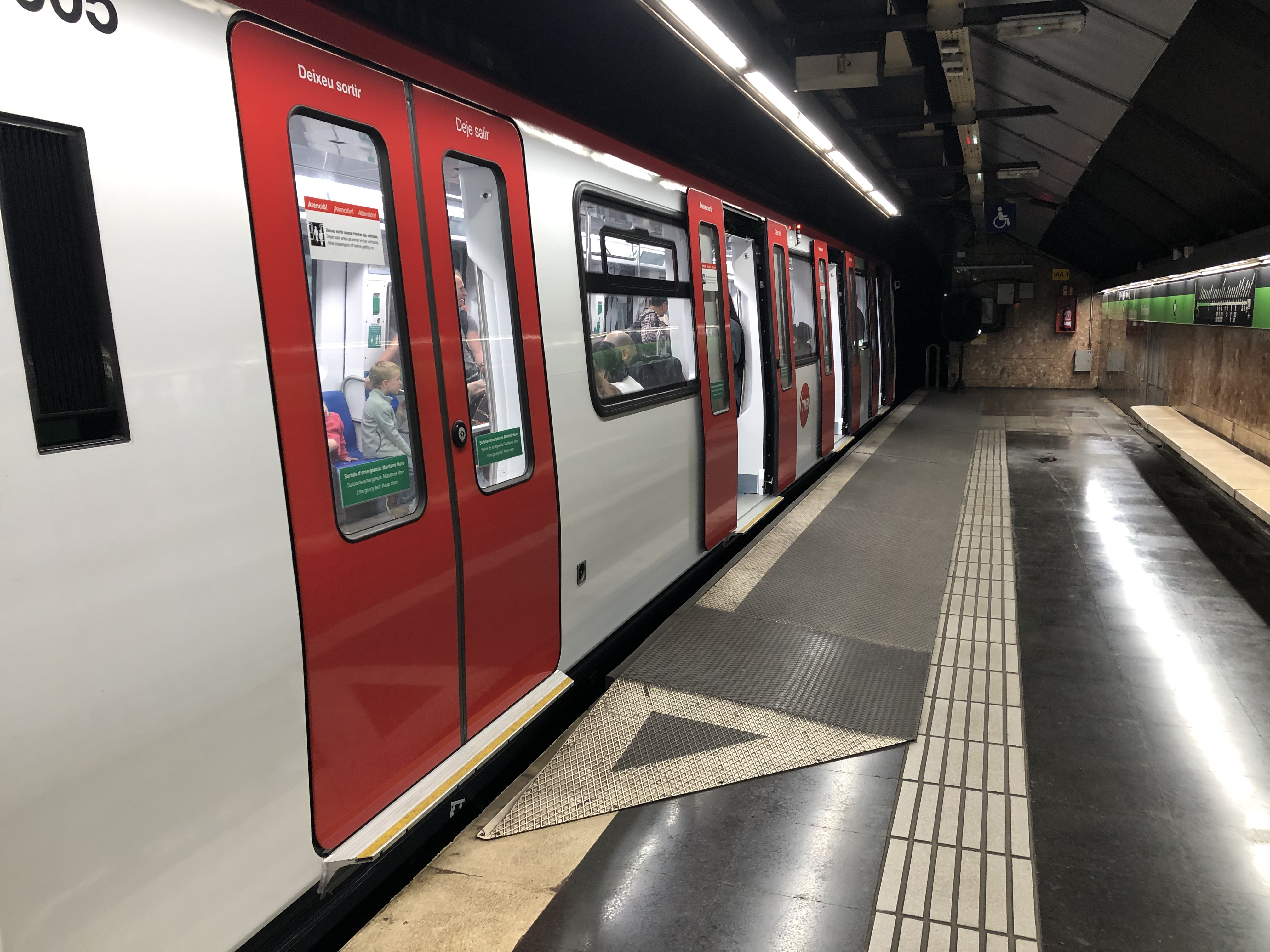
Rampa metàl·lica per accedir als trens

De manera paral·lela a la construcció d’ascensors, a partir de 2003 es comença a treballar per eliminar el desnivell entre trens i andanes. A la L1 s'instal·len rampes metàl·liques sobre les andanes per tal que els dispositius rodats puguin accedir al primer cotxe de cada tren. A la L3, L4 i L5 aquesta instal·lació comença anys més tard. L'any 2006 es canvia aquesta i s'opta per recréixer les andanes en tota la seva longitud en el moment que es facin obres d'adaptació, per tal d’anivellar-les amb el pis dels trens. Les estacions ja adaptades es deixen amb les rampes metàl·liques.
El 2006 s'aprova el Codi d'Accessibilitat de TMB mitjançant el Decret 135/1995 de 24 de març l'any 2006, per la que tota la xarxa de metro i ferrocarril suburbà ha d'ésser accessible a les persones amb mobilitat reduïda. Les obres d'adaptació van seguir un bon ritme tant a les estacions de TMB com les de FGC fins a la crisi econòmica de 2007. El 2010 TMB aprova el Pla Director d'Accessibilitat Universal.
Amb l’adaptació de l'estació del Putxet l'any 2017, finalitza el procés d’adaptació d’estacions i trens de la xarxa de Ferrocarrils de la Generalitat de Catalunya.
Actualment hi ha tres estacions (Espanya L1, Maragall L5 i Virrei Amat) amb ascensors instal·lats entre andanes, vestíbuls i carrers, però que Transports Metropolitans de Barcelona no considera accessibles perquè la separació entre andana i les portes del tren és massa gran.

### Vestíbuls
De manera coordinada amb el procés d’adaptació a PMR de cada estació, o bé per renovació dels elements de les estacions, s'han anat substituint els antics torniquets per validadores amb portes automàtiques. No obstant, en algunes estacions com Palau Reial, Rocafort o Urgell, malgrat haver estat adaptades a PMR, no s'han canviat les línies de peatge i continuen existint els antics torniquets, que no són accessibles, juntament amb unes portes destinades a personal intern i a PMR, que només poden ser accionades manualment per part del personal de l'estació.

## Persones invidents

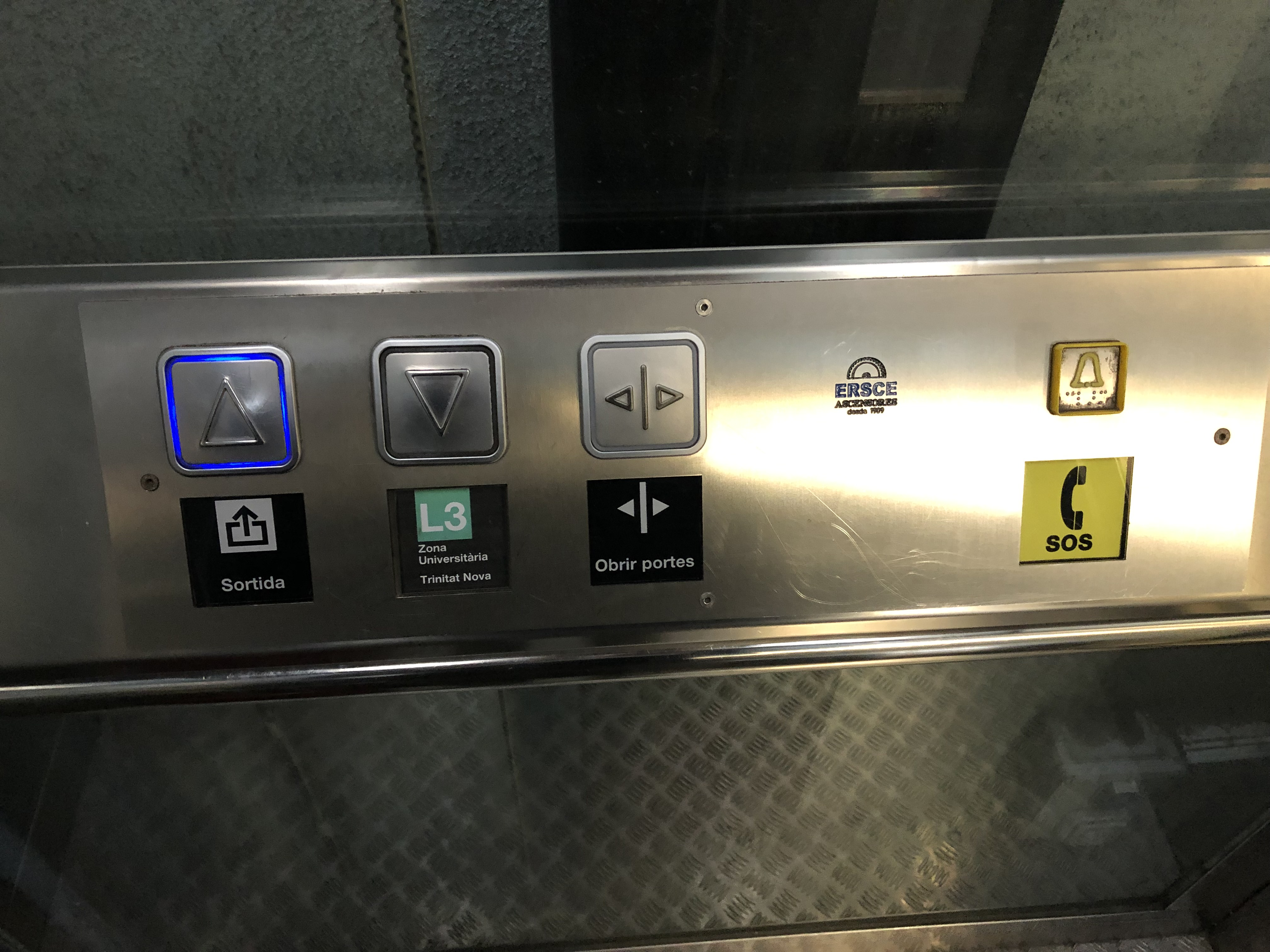
Botons amb relleu a l'interior d'un ascensor

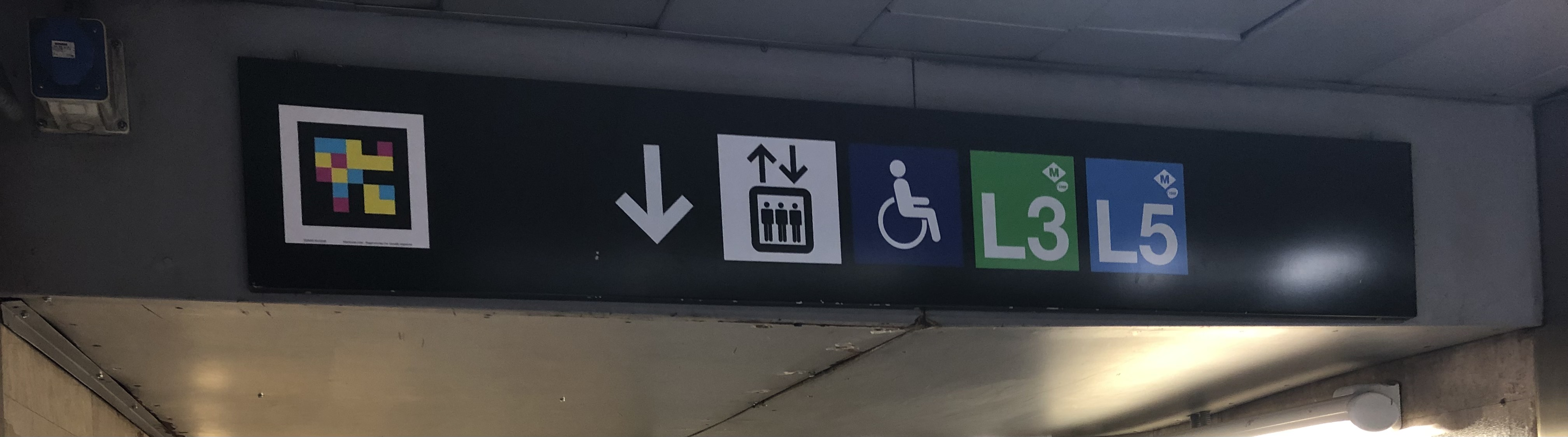
Retolació amb codi Navilens, a l'esquerra

Tots els trens disposen d’un sistema acústic que avisa del tancament de portes. Amb la rebuda de nous lots de les sèries 5000 i 6000 a partir de 2020, també s'ha començat a indicar l’obertura de portes amb un to diferenciat de l’avís de tancament. Els trens de les sèries 3000 i 4000, rebuts a partir de 1986 i 1987, respectivament, són els primers que incorporen un sistema automatitzat d’anunci d’estacions per megafonia. Posteriorment es va instal·lar als combois de les sèries 1000 a la L5 i als 1100 de la L4, ja retirats del servei. Les sèries posteriors continuen tenint aquest sistema.
A partir de 1995, amb la inauguració de la L2, les estacions comencen a comptar amb encaminaments tàctils per a guiar les persones invidents, a més de senyalització sonora i botons amb indicacions en relleu o en braille als ascensors. La instal·lació dels encaminaments en estacions ja construïdes es fa en paral·lel a la construcció dels ascensors.
A partir del febrer de 2018, gràcies a la disponibilitat de telèfons intel·ligents i l’avanç tecnològic, TMB desenvolupa un sistema i una app anomenada NaviLens, que consisteix amb la instal·lació d’etiquetes amb uns codis de color anomenats ddTags, llegibles pels dispositius i semblants als codis QR. Aquests codis estan enganxats als rètols de senyalització i guien a les persones invidents. Inicialment es va fer una prova pilot a les estacions de la L9Sud, i entre 2019 i 2020 es va estendre a la resta de línies de TMB.
A més del sistema Navilens, TMB ofereix una guia en braile i un mapa de la xarxa amb relleu.

## Persones amb sordesa
Alguns trens de la sèrie 111 de FGC foren els primers en incorporar bombetes situades a sobre la porta per avisar del tancament de portes juntament amb l’avís acústic. Les comandes posteriors de material mòbil han continuat incorporant-les. En el cas de les línies de TMB, la primera sèrie en incorporar-ho fou la 5000, rebuda a partir de 2005, encara que només se'n van instal·lar a la primera i última porta de cada tren. La sèrie 9000 ja n’incorpora una a sobre de cada porta.
Per altra banda, els trens de les sèries 3000 i 4000, rebuts a partir de 1986 i 1987, respectivament, són els primers en disposar d’un plànol dinàmic de la línia sobre les portes, amb LEDs representant cada estació, que es van encenent a mesura que el tren va passant les estacions. Aquest sistema es replica a la resta de trens construïts posteriorment, tant de TMB com de FGC.
Els trens de les sèries 112 i 213 de FGC incorporen un panell de LEDs a l’extrem de l’interior de cada cotxe, on s'hi indica la següent estació. Aquest sistema ha estat canviat per pantalles d’informació a les sèries 113, 114 i 115. Per altra banda, la sèrie 7000 i 8000 de TMB substitueix els plànols de línia dinàmics per pantalles semblants a les dels trens més nous de FGC, si bé els de TMB estan situats sobre les portes.